# 聖赫拉爾多
聖赫拉爾多（西班牙語：San Gerardo），是薩爾瓦多的城鎮，位於該國東部，由聖米格爾省負責管轄，面積82.84平方公里，海拔高度308米，2007年人口5,986，人口密度每平方公里72.26人。
13°48′N 88°24′W / 13.800°N 88.400°W